# Juan Bermúdez
Juan Bermúdez fou un navegant castellà del segle xvi nascut a la localitat de Palos de la Frontera, a la Província de Huelva. La seva fama es deu principalment al descobriment de les illes Bermudes, que van rebre aquest nom en el seu honor. Es desconeix la data del seu naixement, però se sap que va morir en 1570.

## Primer viatge a Amèrica
Tot sembla indicar que Juan Bermúdez formà part de l'expedició de Cristòfor Colom que partí del port de Palos de la Frontera el 3 d'agost de 1492 i que realitzà el descobriment d'Amèrica el 12 d'octubre del mateix any, viatjant a bord de La Pinta, caravel·la capitanejada pel navegant i explorador Martín Alonso Pinzón. També en formà part el seu germà Diego Bermúdez, a bord de la nau Santa María.
El 23 d'abril de 1493 partí del port de Cadis formant part del segon viatge de Colom al Nou Món, i després de tornar a Castella, Bermúdez es dedicà a dur provisions i nous pobladors a les poblacions dels nous territoris americans, arribant a contraure Colom deutes amb ell.

## Descobriment de les illes Bermudes

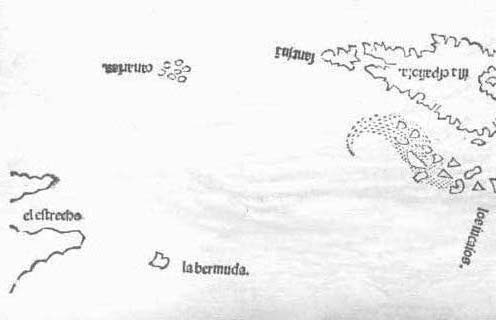
Primer mapa en el que apareix representada l'illa de Bermuda, que apareix a l'obra del cronista d'Índies Pedro Mártir de Anglería anomenada Legatio Babylonica (1511).

En un dels seus viatges de tornada a casa des del nou món, Bermúdez capitanejava La Garza quan una tempesta el desvià cap al nord i es trobà amb l'illa. Amb tot, els esculls que complicaven l'accés i el soroll d'una gran quantitat de petrells de les Bermudes (Pterodroma Cahow) niant a la costa, feren decidir a Bermúdez per no fer terra, i també provocà que els mariners l'anomenessin illa de dimonis.
L'any en què Bermúdez va descobrir les illes és imprecís, tot i que se sap que fou abans de 1511, ja que l'obra del cronista d'Índies Pedro Mártir de Anglería anomenada Legatio Babylonica, publicada aquell any, incloïa una illa anomenada La Bermuda entre les illes representades a l'oceà Atlàntic. Tot i aquesta incertesa en la data del descobriment, els habitants de les Bermudes celebraren el Cinquè Centenari del seu descobriment el 2005, per la qual cosa consideren el 1505 l'any del descobriment. A aquesta deducció hi arribaren després d'unes investigacions que van concloure que era impossible que hagués estat abans d'aquell any.
El 1512 comprà dues caravel·les a Portugal, la Santa Cruz i la Santa Maria de la Antigua, i junt amb Juan Rodríguez Mafra es dirigí a Cuba i La Hispaniola, on portaren mercaderies i passatgers. En aquest viatge l'acompanyà Juan Martín Pinzón, fill de Martín Alonso Pinzón.
Bermúdez tornà a les illes el 1515, segons explica el seu acompanyant Gonzalo Fernández de Oviedo y Valdés al Sumario de la Natural Historia de las Indias, publicat el 1526, però per culpa del mal temps no pogueren atracar-hi.